# Gurrehus
Gurrehus er et landsted, senere proprietærgård og slot i Gurre, Nordsjælland ved ruinen af Gurre Slot.
Gurrehus' historie går tilbage til 1500-tallet, da selve slottet blev afløst af en ladegård kaldet Gurre Vangehus, der lå omtrent, hvor Gurrehus nu ligger. Omkring 1720 blev navnet ændret til Gurrehus og var fra 1713 sæde for den stedlige skovrider indtil 1779, hvor Kronen stadig ejede ejendommen.
Siden 1779 har forskellige ejere ejet Gurrehus. Kammerherre Frederik Anthon Adam von der Maase indledte i 1817udgravinger af naboen Gurre Slot.
Frederik Tutein overtog ejendommen i 1880 og opførte det nye Gurrehus i Rosenborg-stil ved Charles Abrahams (færdigt 1881). På dette tidspunkt var gården en proprietærgård på 17 tønder hartkorn og 275 tønder land, hvoraf 230 ager og eng og 45 til veje, huslodder, park og tørvemoser.
Da Prins Georg af Grækenland overtog ejendommen i 1914, blev bygningen udvidet og ombygget af Gotfred Tvede. Opbygningen medførte en nedtoning af det arkitektoniske udtryk fra en meget dekoreret ydre fremtræden til en mere nyklassicistisk fremtoning.
Under 2. verdenskrig holdt værnemagten til på Gurrehus og efter krigen Dansk Røde Kors.  

## Gurrehus på statens hænder
Efter prins Georgs død blev Gurrehus i 1959 overdraget til forsvarsministeriet. I 1966 gennemgik Gurrehus en markant forandring, da Forsvaret føjede en værelsesfløj til hovedbygningen. Værelsesfløjen rummede bl.a. værelser til indkvartering af kursister og kadetter. I forbindelse med byggeriet af værelsesfløjen, blev der etableret en bygningsmæssigt forstærket sikringskælder. Herefter anvendte forsvarsministeriet Gurrehus som kursusejendom og reserveofficersskole. 
I 1998 besluttede Forsvarets Bygningstjeneste at sælge Gurrehus fra. I 1999 købte byggeselskabet Mogens de Linde Gurrehus, som herefter stod tomt i en årrække.
Foreningen Gurrehus' Venner blev dannet i 2004 med henblik på at skabe et kultur- og formidlingscenter i bygningen i opposition til planer om indretning af ejerlejligheder i bygningen.
Anders Vestergaard-Jensen købte ejendommen i 2012 og gik i gang med nænsomt at renovere slottet tilbage til fortidens pragt med hjælp fra arkitekt Lars Gitz. Blandt andet blev værelsesfløjen fra 1966 revet ned. Ejendommen bruges i dag som privat bolig.

## Gurrehus under den kolde krig
I 1970 fik Rigspolitiet råderet over halvdelen af den bygningsmæssigt sikrede kælder under værelsesfløjen på Gurrehus til brug som udflytningslokalitet. 
I løbet af 1970'erne blev lokalerne under værelsesfløjen udbygget og opdateret med de nødvendige installationer. Fra 1978 tog Rigspolitiet Gurrehus i brug som lands- og østre landsdelsfuntkion i tilfælde af en udflytning. 
Med frasalget af Gurrehus i 1998 blev politiets landsdelsniveau nedlagt.
I forbindelse med renoveringen af Gurrehus i 2012, blev den sikrede kælder under værelsesfløjen tømt for inventar og installationer, hvorefter kælderen blev forseglet og indgangen begravet. I dag er der anlagt en tennisbane oven på kælderen. Kælderen er stadigvæk synlig på satellitfotos.

## Ejere af Gurrehus
- (1796-1804) Den engelske guvernør David Brown
- (1804-1828) Englænderen John Good
- (1828-1837) Edward Brown, søn af David Brown
- (1837-1839) Den engelske konsul, Francis Emanuel Coleman MacGregor of Inneregny
- (1839-1845) Søn af ejerene til firmaet Brdr. Raphael, Jacob Raphael og hans hustru Thea Jacobe
- (1845-1852) Thea Jacobe, skilt fra Jacob Raphael pga. sindssyge.
- (1852-1872) Veterinær Jacob Bjørnsen
- (1872-1880) Den engelske konsul Herskind og søn
- (1880-1911) Grossereren, Frederik Giuseppe Tutein, søn af Ferdinand Tutein, ejer af det Tuteinske Handelshuse
- (1911-1914) Hofjægermester Knud Trolle Post
- (1914-1957) Hans Kongelige Højhed Prins Georg af Grækenland og hans hustru Marie Bonaparte
- (1957-1959) Prins Georgs dødsbo
- (1959-1999) Den Danske Stat, Forsvarets Bygningstjeneste
- (1999-2001) Byggeselskab Mogens de Linde
- (2001-2012) Ejendomsanpartsselskabet Gurrehus
- (2012-2019) Anders Vestergaard-Jensen
- 2019-nu) Bensimon Rossing Ejendomme